# Gopherus flavomarginatus
Gopherus flavomarginatus је гмизавац из реда корњача и фамилије Testudinidae.

## Угроженост
Ова врста се сматра рањивом у погледу угрожености врсте од изумирања.

## Распрострањење
Ареал врсте је ограничен на једну државу. 
Мексико је једино познато природно станиште врсте.

## Станиште
Станишта врсте су екосистеми ниских трава и шумски екосистеми, слатководна подручја и пустиње.